# Estación de Sitges
Sitges es una estación ferroviaria situada en el municipio español de Sitges en la provincia de Barcelona, comunidad autónoma de Cataluña. Dispone de servicios de Media Distancia. Forma parte también de la línea R2 Sur de Cercanías Barcelona. 

## Situación ferroviaria
La estación se encuentra en el punto kilométrico 643,3 de la línea férrea de ancho ibérico que une Madrid con Barcelona a 24 metros de altitud. El tramo es de vía doble y está electrificado. 

## Historia
La estación fue inaugurada el 29 de diciembre de 1881 con la apertura del tramo Barcelona - Villanueva y Geltrú de la línea férrea que buscaba unir Barcelona con Picamoixons-Valls. Para ello se constituyó, como era práctica habitual una compañía a tal efecto que respondía al nombre de Compañía del Ferrocarril de Valls a Vilanova y Barcelona. En 1881, la titular de la concesión cambió su nombre a compañía de los Ferrocarriles Directos de Madrid y Zaragoza a Barcelona persiguiendo con ello retos mayores que finalmente no logró alcanzar ya que acabó absorbida por la Compañía de los ferrocarriles de Tarragona a Barcelona y Francia o TBF en 1886. Esta a su vez acabó en manos de la gran rival de Norte, MZA, en 1898. MZA mantuvo la gestión de la estación hasta que en 1941 se produjo la nacionalización del ferrocarril en España y todas las compañías existentes pasaron a integrarse en la recién creada RENFE. 
Desde el 31 de diciembre de 2004 Renfe Operadora explota la línea mientras que Adif es la titular de las instalaciones ferroviarias.

## La estación
El edificio para viajeros es una estructura, de diseño clásico y disposición lateral a las vías formada por un pabellón central de 3 pisos y dos anexos laterales de menor altura. Dispone de dos vías principales (vías 1 y 2) y de una vía derivada (vía 3) además de dos vías muertas (vías 4 y 6). Dos andenes, uno lateral y otro central dan acceso a las vías. Los cambios de andén se realizan gracias a un paso subterráneo.
Cuenta con taquillas, aparcamiento y parada de autobuses urbanos. Por la noche, fuera del horario de servicio de la estación, está servida por la línea N30 del servicio Nitbús, que la enlaza con otros municipios del Garraf, Villafranca del Panadés, y en Barcelona en la plaza de Cataluña y en la plaza de España.
Desgraciadamente, el acceso para minusválidos a los andenes 2 y 3 es muy problemático, ya que los ascensores suelen estar fuera de servicio. Esto, a su vez, crea un problema para los que llegan desde Barcelona, ya que la única forma de bajar del andén es por las escaleras o los molestos ascensores. Cuando los ascensores están fuera de servicio, como ocurre con frecuencia, un usuario de silla de ruedas tiene que desplazarse hasta la siguiente estación, Vilanova i la Geltrú, y luego volver a Sitges para poder salir de la estación por el andén 1.... 

## Servicios ferroviarios

### Media Distancia
Gracias a sus trenes Regionales Renfe presta servicios de Media Distancia cuyos destinos principales son Reus, Tarragona, Lérida y Barcelona.
| Línea MD | Trenes   | Origen/Destino   |  | Destino/Origen | Equivalente Rodalies de Catalunya |
| -------- | -------- | ---------------- |  | -------------- | --------------------------------- |
| 35       | Regional | Lérida Tarragona |  | Barcelona      |                                   |
| 35       | Regional | Lérida           |  | Barcelona      |                                   |

### Cercanías
Forma parte de la línea R2 sur de Cercanías Barcelona operada por Renfe Operadora.
| << cabecera                                | < estación          | línea | estación >           | cabecera >>                   |
| ------------------------------------------ | ------------------- | ----- | -------------------- | ----------------------------- |
| Rodalies de Catalunya de Renfe             |                     |       |                      |                               |
| Villanueva y Geltrú San Vicente de Calders | Villanueva y Geltrú |       | Garraf Castelldefels | Barcelona-Estación de Francia |